# Sun Yat-sens mausoleum

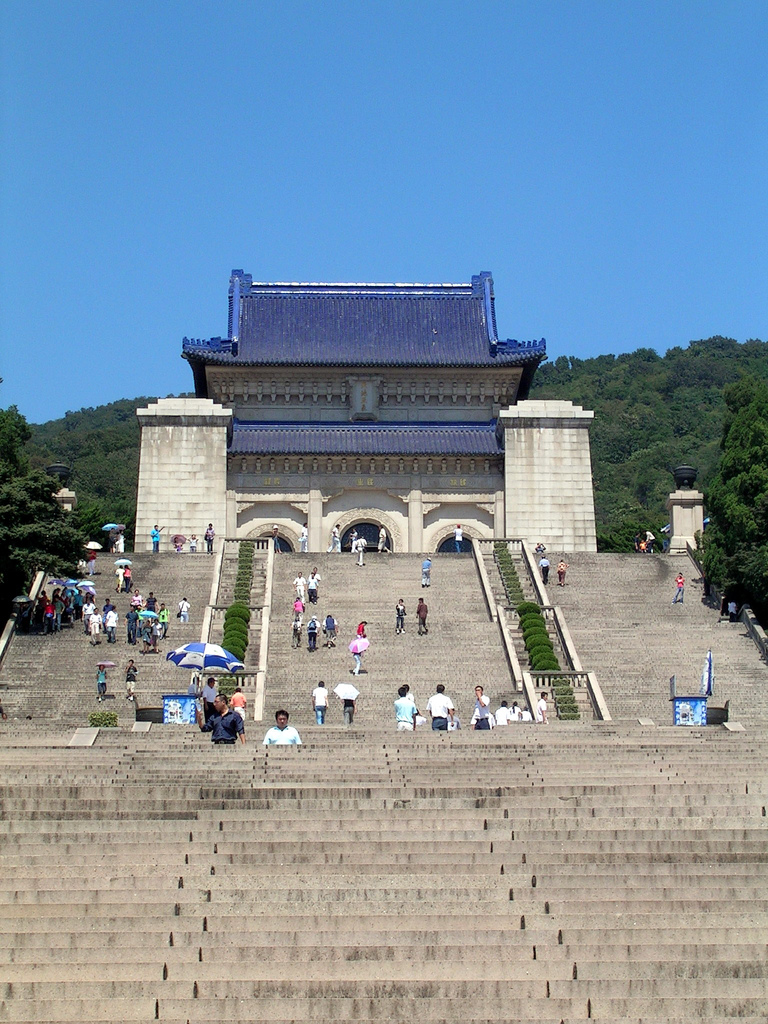
Sun Yat-sens mausoleum.

Sun Yat-sens mausoleum (kinesiska: 中山陵?, pinyin: Zhōng shān líng) är beläget vid foten av Zijinberget i Nanjing, Kina. Det är gravplats för Sun Yat-sen, Republiken Kinas grundare och första president. Byggnaden uppfördes mellan 1926 och 1929 och anses vara det förnämligaste mausoleet i Kinas moderna historia.

## Bakgrund
När Sun Yat-sen insjuknade i levercancer i januari år 1925 blev han sängliggande till det att han avled den 12 mars samma år. Enligt hans maka Soong Ching-ling som i sällskap med andra högt stående politiska ledare närvarade vid hans dödsbädd ville inte Sun Yat-sen bli begraven i Peking som de föreslog utan var själv fast besluten att bli begraven i Nanjing, som vid denna tidpunkt var Republiken Kinas huvudstad.

## Galleri

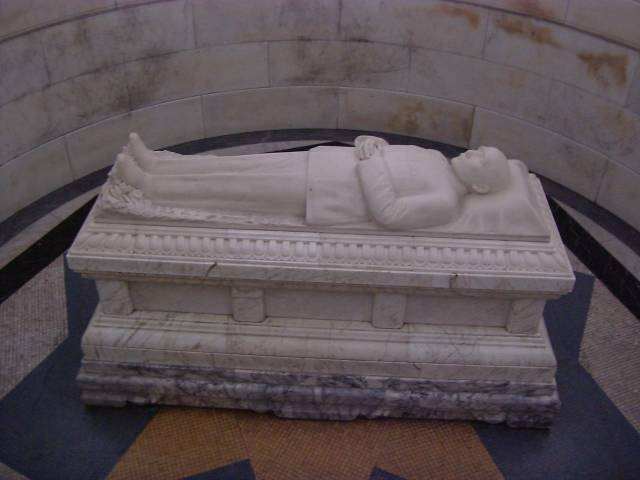
Sarkofagen av marmor.
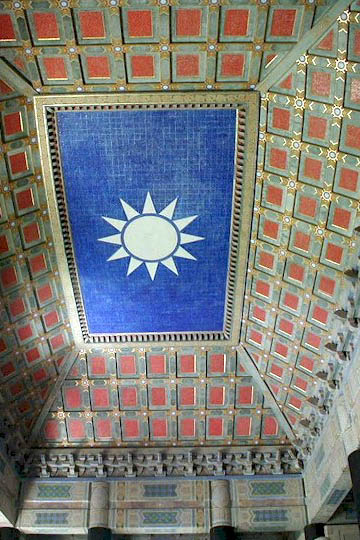
Takdekoration med Kuomintangs emblem.